# 魔法円
魔法円（まほうえん、英: magic circle）とは、西洋儀式魔術や魔女術において儀式の際に術者が入る床などに描いた円のこと。

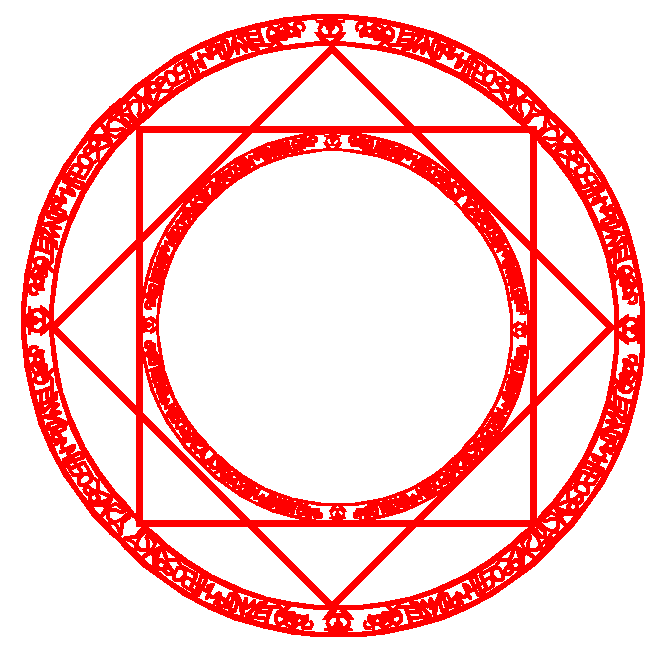
魔法円の例

円の中には五芒星、六芒星、ヘブライ文字、ラテン文字、ギリシア文字、まれにルーン文字などのさまざまな図形、記号、文字が描かれている。二重の円で構成され、ふたつの円の間の帯状のスペースに神の御名や天使名が記され、内側に六芒星などの魔術的シンボルが配され、円の周囲に4本のろうそくが立てられる、といったものが典型的な魔法円の一例である。伝統的には直径9フィートとされ（実際には状況に応じて大きさは異なる）、チョークなどで描かれる。ウイッチクラフトではアセイミーという黒柄のナイフで描く。また、紐で輪を作る、魔法円を描いた敷物を用意して広げる、などの方法もある。
なお、魔法円の別称として魔法陣という言葉も使われているが、この言葉は、現代日本のフィクションの小説・アニメ・ゲームなどの架空の魔術でみられる、魔法円を模したガジェットの一般名称としても使われている。それらのフィクション作品に登場する魔法陣は、それぞれの作中世界において独自の設定や装飾的役割を与えられていることが多く、必ずしも西洋の魔術伝統における実際の魔法円をそのまま踏襲したものではない。

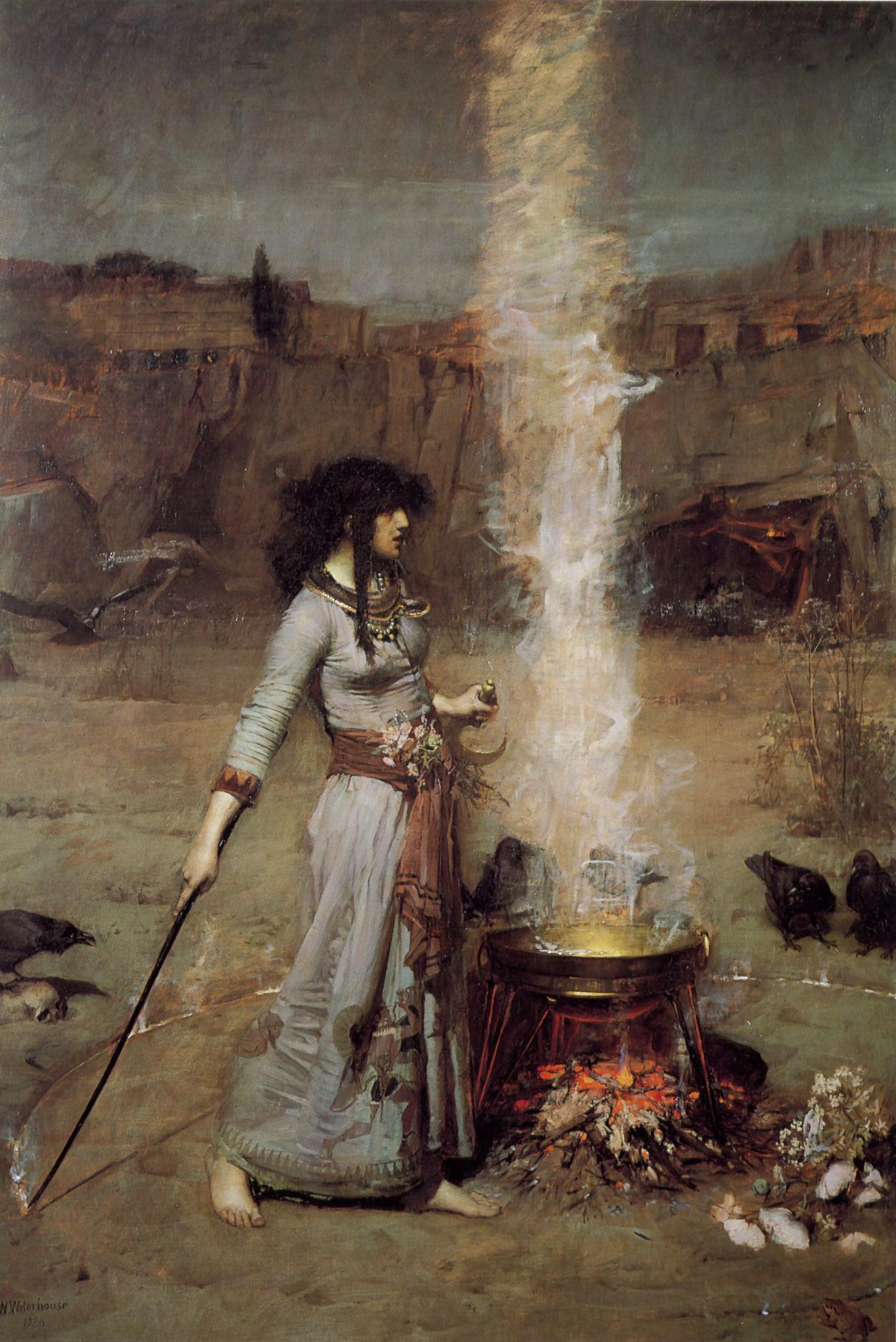
ジョン・ウィリアム・ウォーターハウス『魔法円』1886年

## 儀式魔術における魔法円
古典的な儀式魔術を記した古くからのグリモワールに各種魔法円の記載がみられるが、これらは主として、悪霊を呼び出す際、悪霊から術者の身を護るための防護円であり、円の外に一歩も踏み出してはならないとされた。近現代の儀式魔術でも、神々など上位の超越的存在を招き入れる召喚作業や、悪魔や精霊など下位の霊的存在を円の外に呼び出す喚起作業において、魔術作業の場となる聖域を定義する物質的基盤として、また、魔術作業にとって邪魔な外部の霊的諸力を遮断する結界として、魔法円が作られることがある。アレイスター・クロウリーはこう述べている。

魔術師は「神殿」 (訳注：儀式場、儀式を行う部屋) の中で作業する。(中略) この神殿内に、魔術師の作業領域を区切るために床に「円環」が描かれる。この円環は、敵対的な想念 (訳注：魔術作業の妨げになる想念、すなわち雑念・妄念と解釈できる) を締め出すために魔術師が頼みとするところの威光としての、神聖なる名前によって護られている。

しかしながら、魔術儀式の前段に行うのが通例となっている五芒星追儺儀式（ついなぎしき）によって想像上のアストラル的な円環が形成されるということもあり、物理的に魔法円を描くことは必須ではないという意見もある。

## ウイッチクラフトにおける魔法円
現代の魔女宗（ウイッチクラフト、ウイッカ）では、基本的に魔法円の中で儀式が行われる。魔法円を設定する際には円を浄化・聖別して四方の守護者を勧請する。魔女宗においては、魔法円の外に邪悪な力を呼び出し、これに対して身を護る、といった発想は見られない。魔女スターホークはこの円の機能について、「エネルギーを最高点まで昂揚させるためにその中のエネルギーを囲い込むもの」と説明している。